# Petra Stiasny
Petra Stiasny, née le 10 septembre 2001 à Wädenswil, est une coureuse cycliste suisse, spécialisée dans le cyclisme sur route.

## Biographie
Petra Stiasny s'intéresse d'abord à la natation et l'athlétisme, ce qui l'oriente donc vers le triathlon. Au printemps 2020, elle décide de se consacrer exclusivement au cyclisme sur route. Dès sa première année, elle acquiert de l'expérience sur des courses nationales et remporte de nombreux succès en montagne. En 2021, elle termine à la onzième place du championnat de Suisse. 
En 2021, elle passe professionnelle au sein de l'équipe continentale Cogeas-Mettler. Elle remporte en septembre le titre de championne de Suisse de la montagne. 
La saison suivante, la formation suisse change de nom au profit de  Roland Cogeas Edelweiss, et devient une équipe World Tour. Au mois de juin, elle dispute son premier grand tour, en participant au tour d'Italie, qu'elle fini à la 22e place. Puis elle est conviée à disputer le premier Tour de France Femmes. Elle est victime d'une chute suivi d'un problème mécanique, et termine hors délais de la première étape,. En fin de saison, elle s'illustre sur le tour de Romandie, en terminant notamment 5e lors de la deuxième étape.
Elle change d'équipe pour la saison 2023, au profit des Belges de Fenix-Deceuninck. Elle participe à nouveau au tour d'Italie. Elle obtient son meilleur résultat de l'année avec l'équipe nationale lors du premier Tour de l'Avenir, où elle se classe cinquième du classement général, grâce à une troisième place lors de la dernière étape.
Après une saison 2024 décevante, elle fait son retour en 2025 au sein de la formation Roland. Elle commence sa saison sur l'UAE Tour, où elle signe une 9e place lors de l'étape reine, au sommet du Jebel Hafeet. Elle décroche sa première victoire dans une course internationale en remportant le Grand Prix Boquerón, un contre-la-montre en montagne dans le cadre d'une série de courses au Salvador.

## Palmarès sur route

### Par années
- 2025
  - Grand Prix Boquerón
  - 3e du Grand Prix Presidente

### Résultats sur les grands tours

#### Tour d'Italie
3 participations :
- 2022 : 22e
- 2023 : 23e
- 2025 : 18e

#### Tour de France
2 participations :
- 2022 : hors délais ([[1re étape du Tour de France Femmes 2022|1re étape]])
- 2025 : 53e

#### Tour d'Espagne
1 participations:
- 2024 : 51e

### Classements mondiaux
| Année                                 | 2021 | 2022 | 2023 | 2024 |
| ------------------------------------- | ---- | ---- | ---- | ---- |
| Classement UCI                        | 599e | 266e | 226e | 633e |
| UCI World Tour                        | nc   | 112e | 137e | 233e |
|                                       |      |      |      |      |
| Légende : nc = non classéSource : UCI |      |      |      |      |